# Robert Malcolm Errington
Robert Malcolm Errington, né le 5 juillet 1939 à Howdon-on-Tyne (en), également connu sous le nom de R. Malcolm Errington, est un historien britannique à la retraite qui a travaillé sur la Grèce antique, le monde hellénistique et la Rome antique. Il est professeur émérite de l'université Queen's de Belfast et de l'université de Marbourg.

## Publications

### Ouvrages
- (en) Philopoemen, Oxford, Clarendon Press, 1969 (ISBN 0-19-814270-6).
- (de) Geschichte Makedoniens. Von den Anfängen bis zum Untergang des Königreiches, Munich, Beck, 1986 (ISBN 3-406-31412-0).
- (en) A History of Macedonia, Berkeley, University of California Press, 1990 (ISBN 0-520-06319-8, lire en ligne).
- (en) Roman Imperial Policy from Julian to Theodosius. Studies in the History of Greece and Rome, Chapel Hill NC, University of North Carolina Press, 2006 (ISBN 0-8078-3038-0).
- (en) A History of the Hellenistic World. 323–30 BC, Malden MA, Blackwell, 2008 (ISBN 978-0-631-23387-9).
- (de) Die Verträge der griechisch-römischen Welt von ca. 200 v. Chr. bis zum Beginn der Kaiserzeit, Munich, Verlag C.H. Beck, 2020 (ISBN 978-3-406-02696-6).

### Article
- (en) « Rome and Spain before the Second Punic War », Latomus, t. 29,‎ 1970, p. 25-57 (ISSN 0023-8856, JSTOR 41526054).